# Direttiva nitrati
Col nome convenzionale di direttiva nitrati si individua la direttiva comunitaria 91/676/CEE. La direttiva è stata recepita dalla successiva normativa italiana tramite il decreto legislativo 11 maggio 1999, n. 152 e il decreto ministeriale 7 aprile 2006.
I contenuti fondamentali della direttiva sono:
- l'individuazione di Zone Vulnerabili da Nitrati di origine agricola (ZVN), nelle quali è introdotto il divieto di spargimento dei reflui degli allevamenti oltre un limite massimo annuo di 170 kg di azoto per ettaro;
- la regolamentazione dell'utilizzazione agronomica dei reflui zootecnici, con definizione dei  cosiddetti Programmi d'Azione: tali programmi stabiliscono le modalità con cui possono essere effettuati gli spandimenti.

In applicazione di tale direttiva le Regioni Italiane hanno delimitato le Zone Vulnerabili ai Nitrati di origine agricola (ZVN) e hanno redatto Il Piano di Azione Obbligatorio che è l'insieme di regole che le aziende, zootecniche e non, devono rispettare. Ad esempio, la Regione Toscana con il DPGR. Toscana nº 32/R del 13 luglio 2006 ha delimitato tali aree e formulato regole per le aziende che vi ricadono (vedi applicazioni on-line utili al rispetto della normativa in Toscana).